# Bosc de les Landes

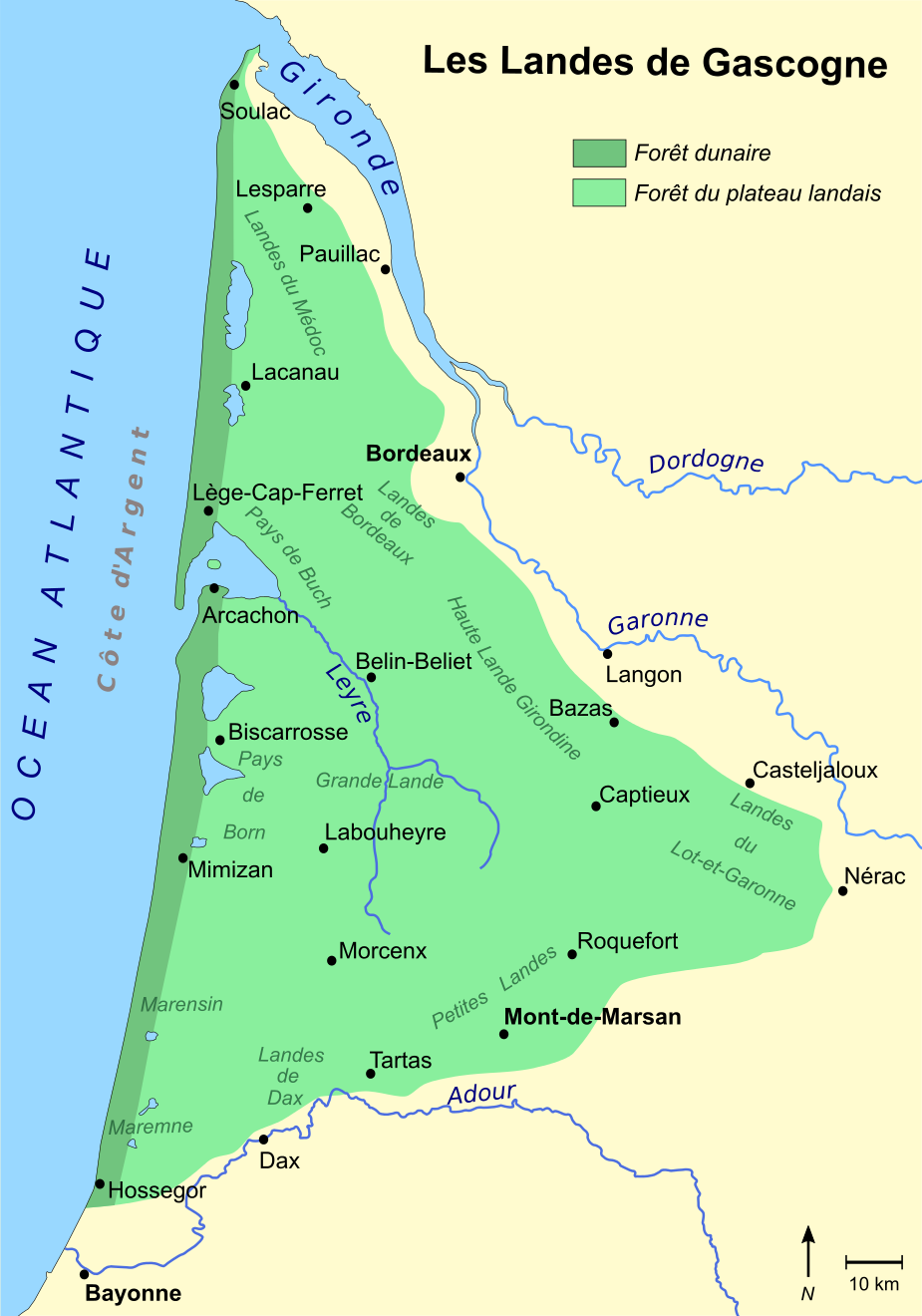
Mapa de les Landes de Gascunya.

El bosc de les Landes de Gascunya (forêt des Landes de Gascogne en francès, bòsc de las Lanas de Gasconha en occità) és un bosc situat a la regió de la Nova Aquitània. Ocupant una superfície de més d'un milió d'hectàrees, és el bosc més gran d'Europa Occidental.
El bosc està compost principalment de pi marítim, Pinus pinaster. A diferència de molts altres boscos europeus, el bosc de les Landes és gairebé íntegrament creat i administrat per l'home amb fins industrials. Aquesta plantació de pins massiva es va iniciar al segle xviii a la zona de País de Bug, de la Gironda, per aturar l'erosió i netejar el sòl.

## Història

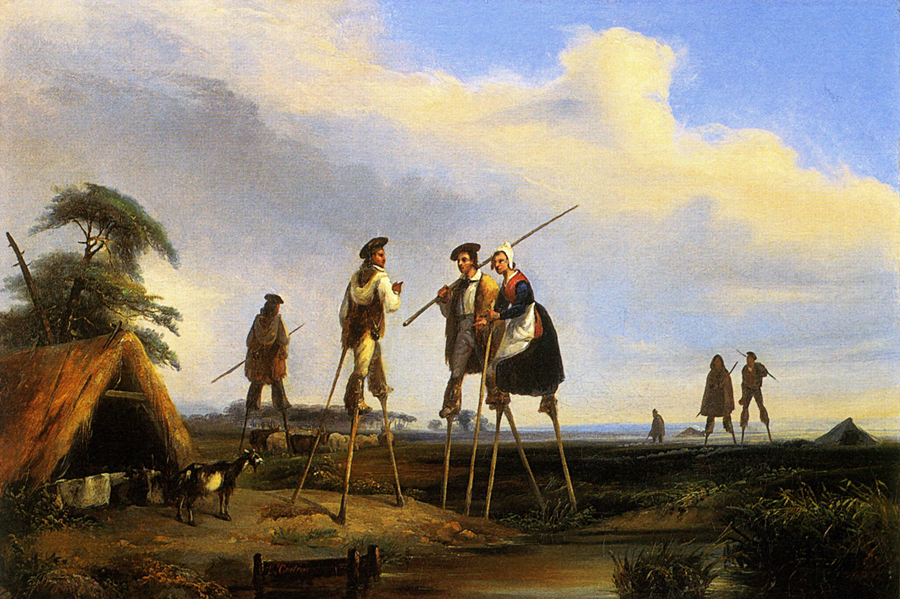
Jean Louis Gintrac (1808-1886), Habitants de les Landes, Museu de Belles Arts, Bordeus; primera meitat del segle XIX; oli sobre llenç; 32x46 cm.

La major part de la regió ara ocupada pel bosc de les Landes era terra pantanosa que va estar escassament habitada fins al segle xix. En aquest període, el poble de les Landes utilitzava xanques per anar d'un lloc a un altre pel terreny humit. El bosc va ser plantat per rehabilitar el paisatge i per al desenvolupament econòmic regional. Des de la dècada de 1970, certes parts del bosc han donat pas a l'agricultura intensiva (en particular, el cultiu de grans.) 
L'àrea del bosc s'estima en 10.000 km², més o menys, de les quals nou desenes parts es dediquen exclusivament al monocultiu de pi marítim (Pinus pinaster), però, al centre d'aquesta pinhada (plantació de pins en el dialecte gascó de l'occità), hi ha un bosc natural. Allà, els pins coexisteixen amb altres espècies, principalment roures, verns, bedolls, salzes i grèvols. Aquest bosc temperat mixt és més freqüent al llarg dels cursos d'aigua, on el drenatge és particularment bo. El bosc vell va ser probablement més ampli abans de l'edat mitjana, quan hi havia un clima més humit i fred que canviar la composició de les espècies. A causa de la necessitat de fusta per a combustible i construcció i a una expansió constant en la pastura d'ovelles, el bosc aborigen es va anar reduint entre els segles XV i xviii.

## Indústria

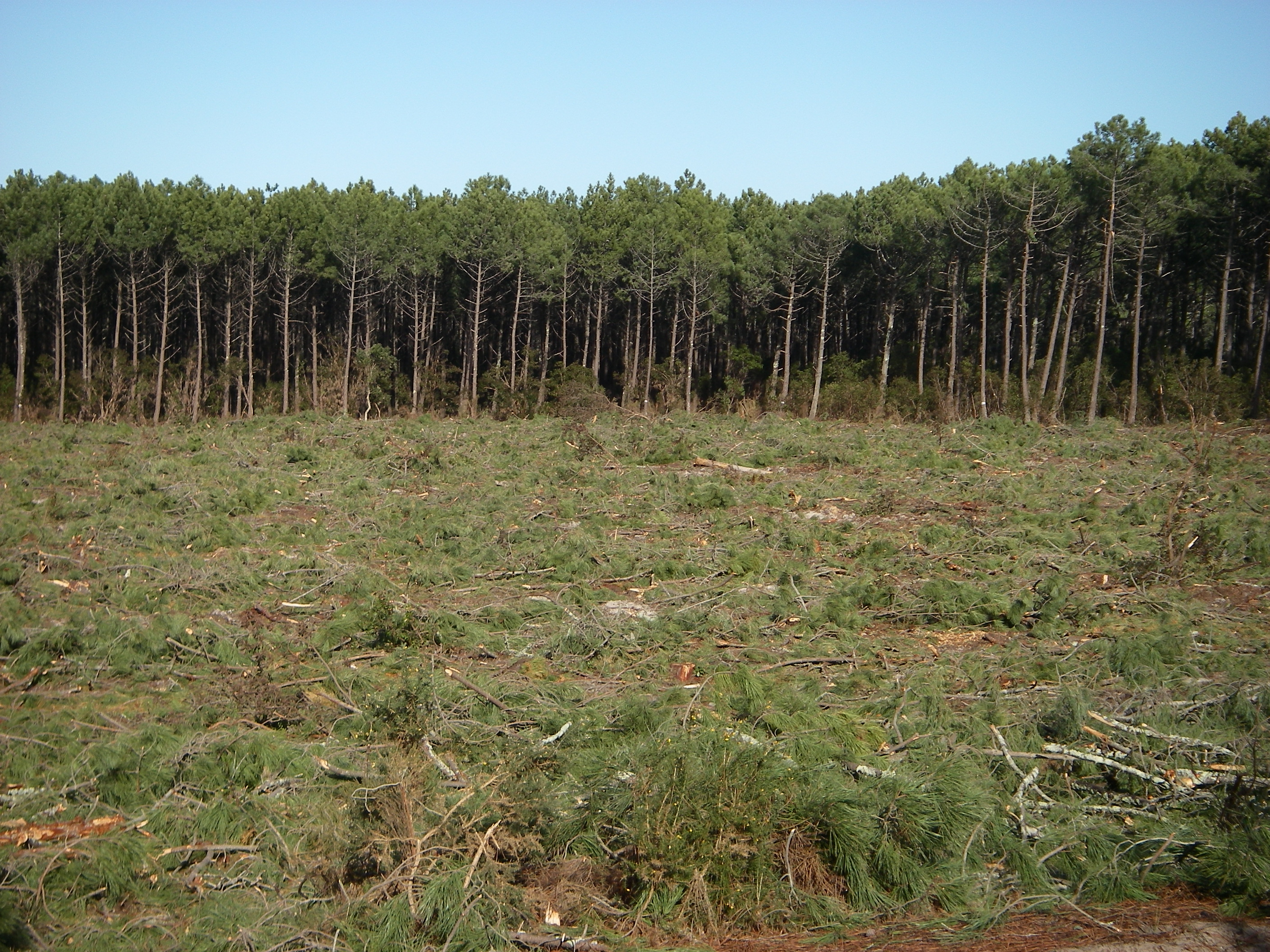
La tala mostra el concepte de tala "a fet" típica d'aquests boscos

Després d'haver experimentat un auge important durant la primera part del segle xx, les indústries de fusta i paper s'han convertit en parts importants de l'economia regional.
Un sector econòmic complet s'organitza al voltant de la fusta:
- Cultura silvícola
- serradores
- papereres
- Elaboració i especialització de fusta (sòls, fusteria, etc.)
- Envasat i transformació de paper

En canvi, la recol·lecció de la goma (resina de recollida de pins), que es basa en una recol·lecció exigent quant a mà d'obra, ha desaparegut gairebé per complet en favor de tecnologies químiques més comunes.
Abans de mitjans del segle xix, només la cria de bestiar oví en l'erm, va permetre la producció de fertilitzants que permetien el cultiu de sègol, principalment en les crestes, per limitar la influència de la humitat durant l'hivern. La desaparició de l'erm a causa de la plantació del bosc va causar la desaparició d'aquesta cultura i dels pastors amb xanques.

## Cicló extratropical Klaus

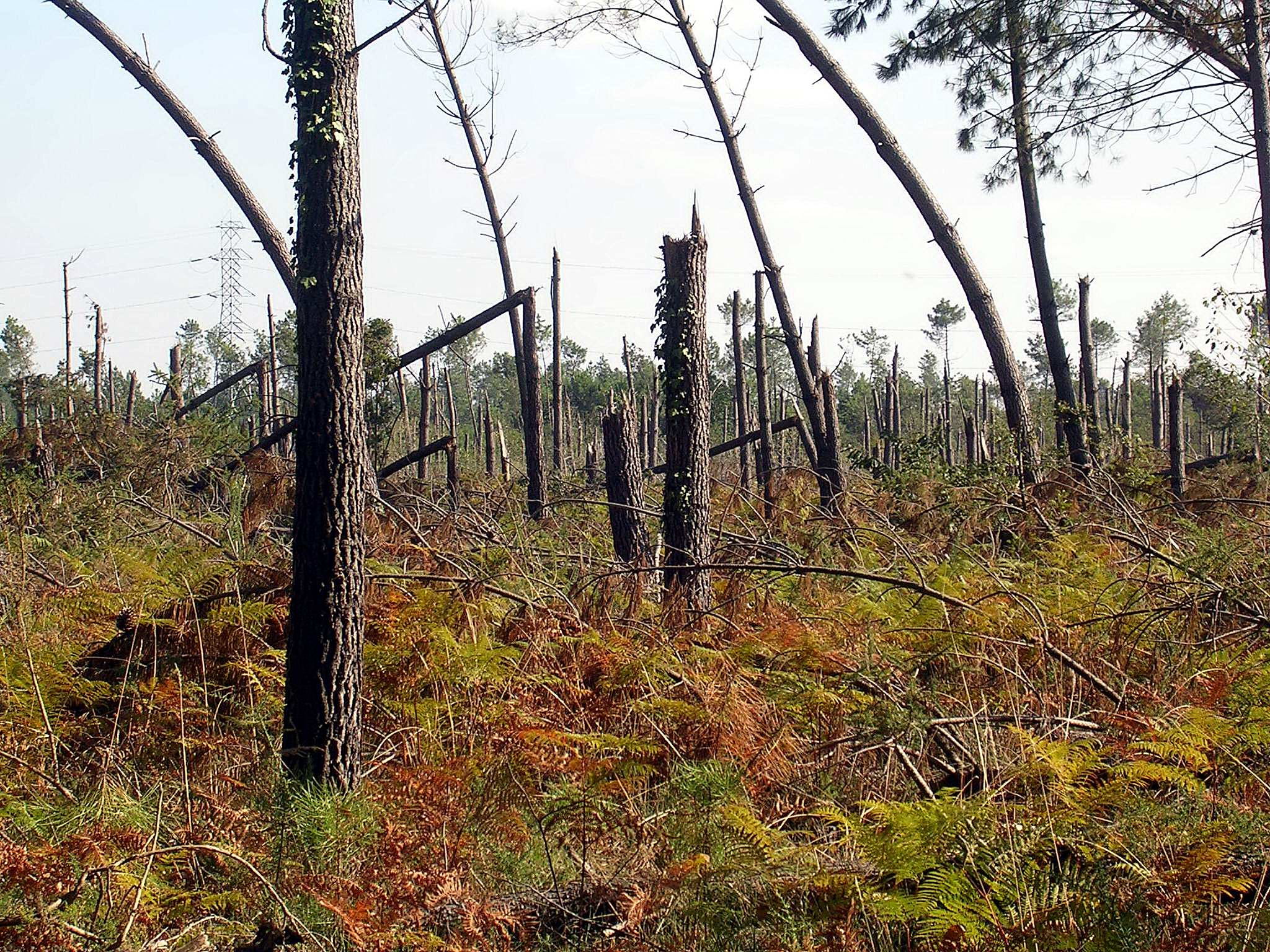
El bosc després de la tempesta Klaus

La tempesta Klaus va creuar el sud-oest de França el 24 de gener de 2009, causant greus danys materials. Després de la tempesta de 1999 els silvicultors van tornar a veure els seus pins i altres arbres tallats o arrencats. S'estima que al voltant del 30% dels arbres del bosc van ser arrencats o tallats.